# Universe of Energy
Universe of Energy est une attraction et un pavillon du parc à thèmes EPCOT de Walt Disney World Resort. Elle a été sponsorisée par la société Exxon puis ExxonMobil (à partir de leur fusion en 1999) jusqu'au 17 mars 2004. Le thème du pavillon est l'énergie, depuis ses origines jusqu'à son utilisation et la recherche de nouvelles énergies. L'attraction s'intéresse plus particulièrement aux origines des énergies fossiles telles que le pétrole.
Le pavillon a par la suite accueilli une version de l'attraction baptisée Ellen's Energy Adventure (l'aventure de l'énergie par Ellen) avec en vedette Ellen DeGeneres (présentatrice du Jeopardy!), Bill Nye (le scientifique), Alex Trebek et Jamie Lee Curtis. Le pavillon garde toutefois son ancien nom. Cette deuxième version de l'attraction a définitivement fermé le 13 août 2017.
Le bâtiment adopte une forme particulière. De loin, il semble être télescopique et pointer vers le visiteur. Des bandes de couleurs décorent les bords du pavillon comme un arc-en-ciel. Le pavillon lui-même utilise des énergies de façon "nouvelle" : le toit est recouvert de 8 000 m2 de panneaux solaires qui fournissent 15 % de l'énergie de l'attraction, pour un maximum de 70 000 watts.
Universe of Energy est remplacé par Guardians of the Galaxy: Cosmic Rewind. Le 13 août 2017, elle ferme ses portes afin que la construction de l'attraction de type montagnes russes Guardians of the Galaxy puisse commencer. La construction commence fin août 2017. Le bâtiment de Universe of Energy est réutilisé et réaménagé pour la nouvelle attraction. Les montagnes russes elles-mêmes sont logées dans un nouveau bâtiment massif situé dans les coulisses du parc, au niveau du bâtiment Universe of Energy et de l'ancien pavillon Wonders of Life,.

## L'attraction et ses versions
L'attraction utilise un système innovant de présentation : une salle de cinéma avec fauteuils qui se sépare en six sections qui suivent un circuit présentant des scènes différentes puis la salle se reconstitue dans une autre pièce avec un nouveau film sur un immense écran. Le nom original de l'attraction était le même que celui du pavillon Universe of Energy.
- Ouverture : 1er octobre 1982 (avec le parc)[2]
  - Fermeture : 2 janvier 1996
  - réouverture : 15 septembre 1996[2]
- Conception : WED Enterprises
- Musique : Buddy Baker[7]
- Durée (Ellen's Energy Adventure) : 45 min.
  - Séance : toutes les 17 minutes
  - Durée de l'avant-spectacle : 8 min.
- Véhicules :
  - Nombre : 6 véhicules de
  - Capacité : 96[2] ou 97[3] passagers
  - Poids : 13,6 tonnes[2]
- Audio-animatronics : 36
- Partenaire : Exxon (1982-1999), ExxonMobil (1999-2004)
- Type d'attraction : salles de cinéma mobile et décors
- Situation : 28° 22′ 29″ N, 81° 32′ 52″ O

### Attraction originale:Universe of Energy
Voici la description de la version originale de l'attraction.
- Le film d'avant-spectacle était consacré aux différents types d'énergie. Le film de 8 min était nommé Kinetic Mosaic, réalisé par le cinéaste tchèque Emil Radok. Il était projeté sur un écran composé de 100 surfaces triangulaires en rotation devant des visiteurs debout. Les surfaces étaient des prismes répartis en quatre rangées de 25 prismes ayant deux faces blanches et une noire. L'effet obtenu grâce à une programmation informatique donnait l'impression d'une mosaïque changeante ou d'un kaléidoscope. À la fin du film la chanson Energy (You Make The World Go ‘Round) était jouée.
- Ensuite, les spectateurs entraient dans le Theatre I, une salle de cinéma ayant six zones de fauteuils. Le film présenté dans cette salle était nommé Energy Creaton Story[8], durait 4 min et présentait des séquences en animation, extraites du long métrage Fantasia, montrant l'évolution de la fin sur Terre et le développement des énergies fossiles.
- La salle entière se divisait en six parties qui permettait de découvrir grâce au Primeval Diorama le monde préhistorique des dinosaures. Cette succession de scènes durait 5 min et présentait des reconstitutions de l'environnement du crétacé avec des audio-animatronics de dinosaures, dont l'une avec une éruption de volcan.
- Après cette "balade", la salle se reconstituait dans une seconde salle, Theatre II contenant un écran IMAX offrant une vision à 220° (165° en latéral et 60° en vertical pour l'homme). Cette salle et le film de 12 min étaient nommés Energy Information Center. Le visiteur assistait alors à une présentation de l'état actuel des ressources mondiales en énergie et des futures énergies.
- Après ce film, la salle se déplaçait entièrement pour revenir dans le Theatre I et le spectateur regardait un film d'animation de 2 min avec des images comme des lasers qui se reflétaient dans des murs constitués de miroirs, le tout accompagné d'une chanson intitulée Universe of Energy.

La principale différence avec la nouvelle version est un traitement plus sérieux et éducatif des informations données.

### Seconde version: Ellen's Energy Adventure
Cette version a été mise en place après la rénovation de 1996 et inaugurée le 15 septembre 1996. Elle fut nommée durant quelques mois Ellen's Energy Crisis puis Ellen's Energy Adventure. Cette version intègre de nombreux éléments ludiques et donne l'impression aux visiteurs de participer à une émission du Jeopardy!, coupée d'une séquence éducative. Elle utilise toutefois le même système avec salles et déplacements, certaines séquences sont même identiques.
- Le film d'avant-spectacle de 8 min informe le visiteur qu'il accompagne Ellen DeGeneres endormie et rêvant. Dans son rêve, elle participe à une version du Jeopardy! sur l'énergie et joue contre une ancienne rivale, Judy Peterson jouée par Jamie Lee Curtis et contre Albert Einstein, interprété par Benny Wasserman (né à Détroit le 2 avril 1934).
Comme il n'a pas été possible d'utiliser le décor officiel de l'émission pour ce film, il a été tourné dans une réplique qui diffère de l'original utilisé pour la saison 1996. La principale différence est l'absence d'afficheurs 7 segments pour le tableau de score, à la place c'est un afficheur à ampoules.
- Ensuite le visiteur entre dans le Theater I, une salle de cinéma ayant six zones de fauteuils. Il visionne un film de 4 min (en 70 mm) où Bill Nye jouant un scientifique emmène Ellen DeGeneres et lui présente de manière éducative les énergies fossiles depuis le Big Bang jusqu'à la préhistoire. Ce film est présenté sur trois écrans de 47,8m x 9,7m[3]. Les dinosaures présentés dans l'attraction sont issus des films Fantasia (1940), Dinosaure (2000) ainsi que des audio-animatronics créés en 1982 pour la première version de l'attraction[3].
- La salle entière se divise en six parties et emmène le spectateur dans le Primeval Diorama, un voyage de 5 min. Il traverse alors le même décor préhistorique que la version précédente. Quelques audio-animatronics, dont un d'Ellen, et une musique ont été ajoutés pour assurer une meilleure liaison avec les nouveaux films.
- La salle se reconstitue ensuite dans le Theatre II pour voir un film de 12 minutes avec Ellen et Bill Nye explorant les différentes formes de ressources énergétiques, actuelles et à venir. On peut y voir l'acteur Michael Richards jouer un homme préhistorique.
- La salle se déplace à nouveau pour retrouver le Theatre I. Pendant la transition entre les deux salles, la voix off du Jeopardy!, Johnny Gilbert indique comme lot de consolation que « les participants auront une année de fourniture d'énergie. Energie, tu fais tourner le monde »[10], un hommage à la chanson Energy (You Make The World Go ‘Round) de la version précédente de l'attraction. Une fois dans le Theatre I, le spectateur visionne un film de 2 minutes présentant la conclusion du jeu de Jeopardy! dans le rêve d'Ellen.